# Muzeum Sportu i Turystyki w Łodzi
Muzeum Sportu i Turystyki – oddział Muzeum Miasta Łodzi mieszczący się w Akademickim Centrum Sportowo-Dydaktycznym Politechniki Łódzkiej. Prezentuje historię aktywności fizycznej na ziemiach łódzkich.

## Historia
Muzeum Sportu i Turystyki otwarto 18 stycznia 1982 w hali sportowej MOSiR w Łodzi jako oddział Muzeum Historii Miasta Łodzi. Powstało z inicjatywy Komitetu Założycielskiego, w którego skład weszli: Henryk Grenda – dyrektor Wydziału Kultury Fizycznej Sportu i Turystyki Urzędu Miasta Łodzi, Maciej Łukowski - dyrektor Wydziału Kultury i Sztuki Urzędu Miasta Łodzi, Roman Balcerzak – dyrektor Łódzkiego Ośrodka Sportu, Antoni Szram – dyrektor Muzeum Historii Miasta Łodzi, Andrzej Bogusz – historyk sportu oraz sportowcy: Józef Pisarski i Władysław Król. Wstęgę podczas otwarcie przecięli sportowcy: Jadwiga Wajsówna, Maria Kwaśniewska oraz Józef Pisarski. W 2016 muzeum zamknięto, a jego ekspozycję przeniesiono do magazynu na placu Wolności w Łodzi. Ponownie je otwarto 18 października 2018 roku w gmachu Zatoki Sportu.
Muzeum Sportu i Turystyki w Łodzi składa się z ponad stumetrowej przestrzeni w nowoczesnym Akademickim Centrum Sportowo-Dydaktycznym Politechniki Łódzkiej „Zatoka Sportu” gdzie znajduje się wystawa stała. Wystawa przedstawia bogatą kolekcję eksponatów związanych z historią sportu na ziemiach łódzkich. Ekspozycja składa się z czterech części. Składa się między innymi z opowieści o wydarzeniach i ludziach związanych z łódzkim sportem, podkreśla wagę sportu w stosunku do zdrowia. Zwiedzający mogą także poznać biografie najwybitniejszych łódzkich sportowców. W oddziale oferowany jest również bogaty program edukacyjny w postaci spotkań, lekcji muzealnych i konkursów.
Muzeum to jest czynne od środy do niedzieli. Środa jest dniem bezpłatnego wstępu.

## Kierownicy
- Andrzej Bogusz (1982–1998)[7]
- Janusz Jędrych
- Teresa Andrzejewska
- Antoni Szram (2003–?)[1]
- Sebastian Glica